# Alex Turner
Alexander David Turner (* 6. ledna 1986 Sheffield) je britský hudebník.

## Život
Je jediným synem učitele hudební výchovy a učitelky německého jazyka. Narozen je v Sheffieldu na severu Anglie, což vysvětluje jeho přízvuk typický pro tuto oblast. Je členem skupin Arctic Monkeys a The Last Shadow Puppets. V obou skupinách působí jako zpěvák, kytarista a skladatel. V Arctic Monkeys je hlavním textařem, v The Last Shadow Puppets píše texty společně s Milesem Kanem (The Rascals).

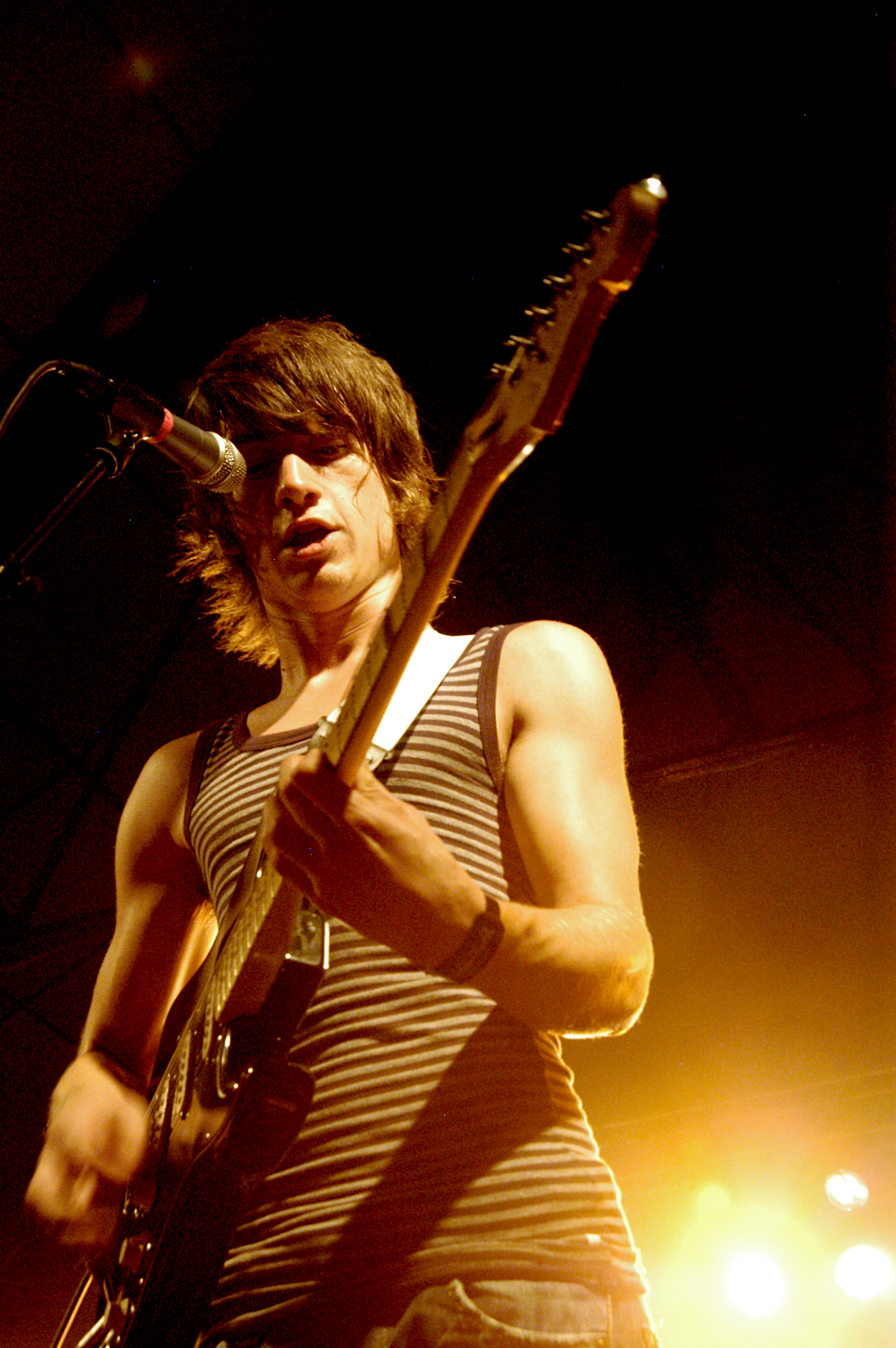
Turner na koncertu

### Formování Arctic Monkeys
V prosinci roku 2002 po dokončení studií se v anglickém Sheffieldu znudění kluci rozhodli, že si založí skupinu. Kytar se ujali sousedé Alex Turner a Jamie Cook, bubeníkem se chtěl stát kamarád z dětství Matt Helders a baskytaristu Andyho Nicholsona našli v nedalekém městečku Suburbie. Začali hrát indie rock, který se v jejich době výrazně rozšířil. Jejich nezávislost jim dala možnost vytvářet svůj osobitý styl, plný chytlavých melodií. Arctic Monkeys šance využili a k chytlavé hudbě přidali i svou uměleckou stránku.
Aby Arctic Monkeys na britském trhu uspěli, museli přijít s nějakou novinkou. Nakonec se rozhodli nahrát Album plné chytlavých písniček, čili potenciálních hitů. První album, „Whatever People Say I'm, Thats What I Am Not“ se skladbami jako When The Sun Goes Down, nebo Mardy Bum, bylo velmi očekávané a když v roce 2006 přišlo na trh, okamžitě trhlo rekord jakožto nejprodávanější britský debut v historii. Predčili tak i legendární Oasis. Druhé CD „Favourite Worst Nightmare“ vyšlo o rok později a na CD se objevily hity jako Fluorescent Adolescent i Teddy Picker. Krom CD nám ale Arctic Monkeys vydali ještě spoustu singlů, jako Who The Fuck Are Arctic Monkeys, nebo Leave Before the Lights Come On.

### The Last Shadow Puppets
Na začátku října 2007 Alex Turner prohlásil, že se chystá nahrát CD s kamarádem Milesem Kanem a producentem Jamesem Fordem, který produkoval i druhé album Arctic Monkeys, na kterém se podílel mimo jiné i Miles Kane, konkrétně v poslední písničce 505. Kane, který Arctic Monkeys podporuje a sám je frontmanem skupiny The Rascals, naplánoval projekt a mohlo se začít nahrávat. Duo se nejprve jmenovalo Turner & Kane, ale nakonec název změnilo na The Last Shadow Puppets. První singl a celé album dostalo název The Age Of The Understatement, jehož prodej začal 21. dubna 2008. Dva dny předtím měla skupina první koncert v Portsmouthu. Recenze alba byly spíše kladné, i když jistá část fanoušků Arctic Monkeys i The Rascals tento projekt příliš nepodporuje. Album bylo nominováno na Nationwide Mercury Prize 2008, což byla pro Turnera třetí nominace po sobě, ale úspěch Turnera v roce 2006 s prvním albem Arctic Monkeys se opět neopakoval a cenu jim přebrali Elbow. Ale i přesto už mají jednu cenu „v kapse“ – Mojo Award v kategorii Breakthrough Artist. Brzo bude okupovat pulty nový singl My Mistakes Were Made For You, který následuje předchozí singl Standing Next To Me, jehož klip měl u fanoušků skvělé ohlasy. Co se týče druhého alba, Miles Kane ze začátku tvrdil, že se bude chystat v příštím roce 2009, ale nedávno přiznal, že koncertování s oběma kapely ho příliš vyčerpává a dvě alba v jednom roce už nechce vydat (album The Rascals „Rascalize“ vyšlo letos v červnu) a vypadá to, že dá přednost The Rascals… Další album The Last Shadow Puppets je tedy ve hvězdách.

### Soukromý život
Alex Turner si svůj soukromý život skutečně hlídá, stejně tak i svou image. V prosinci 2007 ho magazín NME ocenil jako „The Coolest Man On The Planet“. Velice podporuje fotbalový klub Sheffield Wednesday, píše články pro magazín Blender a celkově žije velmi aktivně. Když chodil na střední, věnoval se basketbalu a jeho učitel tvrdí, že byl pravděpodobně nejlepší basketbalista na škole. To, že se bude někdy věnovat hudbě, jeho třídního učitele v životě nenapadlo. Jeho přítelkyně byla o dva roky starší TV reportérka a modelka Alexa Chung, se kterou měl vztah od dubna 2007 do června 2011. Alexa se objevila i v klipu k písni „My Mistakes Were Made For You“ od The Last Shadow Puppets.
Také měl asi čtyřletý vztah s modelkou Arielle Vandenberg nebo s modelkou Taylor Bagley, která potom měla poněkud kontroverzní hádky s fanoušky na Instagramu. Momentálně pokud víme Alex chodí už 3 roky s francouzskou zpěvačkou Louise Verneuil.